# Kit McClure
kit McClure (Jersey City, 1951) is een Amerikaanse jazz-saxofoniste (altsaxofoon en tenorsaxofoon), tromboniste en bigband-leidster.

## Biografie
McClure begon op haar zestiende trombone te spelen in lokale groepen. Tijdens een studie aan Yale University richtte ze een jazzrock en fusion-band op, bestaande uit alleen maar vrouwen, daarnaast werkte ze freelance als tromboniste en saxofoniste. Ze studeerde aan Manhattan School of Music. Rond 1982 begon ze een bigband, die alleen uit vrouwen bestaat, de eerste optredens waren in The Ritz in New York. De groep toerde met Cab Calloway en rockzanger Robert Palmer en bracht in 1990 een eerste plaat uit. De tweede plaat werd geproduceerd door Teo Macero. Het gezelschap speelt jazz (zoals muziek van Duke Ellington en Frank Sinatra), maar ook soul (van James Brown en Aretha Franklin tot Beyoncé) en reggae. In 2002 nam McClure met de band een tribuut-album op voor de International Sweethearts of Rhythm, een bijna geheel 'zwarte' bigband bestaande uit vrouwen, die begin jaren veertig speelde en enkele platen maakte. Carline Ray, een voormalige 'Sweetheart', zong op dit album van McClure's band een paar nummers.

## Discografie
- Some Like It Hot,1990
- Burning, 1995
- The Sweethearts Project, 2006
- Just the Thing: the Sweethearts Project Revisited,2006